# Folgefonntunnel
De Folgefonntunnel is 11.137 meter lang en daarmee de op twee na langste wegtunnel in Noorwegen. De tunnel leidt door het bergmassief waarop de Folgefonnagletsjer ligt en verbindt Eitrheim in de gemeente Ullensvang met Mauranger in de gemeente Kvinnherad. De provinciale weg Fylkesvei 49 loopt door de tunnel.
Plannen voor aanleg van de tunnel ontstonden al in de jaren 70 van de 20e eeuw en op 25 juni 1987 werd de vennootschap Folgefonntunnellen AS opgericht teneinde tot een kostenverdeling tussen de Noorse rijksoverheid en de betrokken gemeentes te komen. De bouw van de tunnel begon op 1 juni 1998 en nam 3 jaar in beslag. Op 15 juni 2001 werd de tunnel voor het wegverkeer geopend. Waar de reis eerst 4 uur duurde heb je deze nu in 10 minuten achter de rug. Er wordt een tol geheven van 65 kronen voor een kleine auto. Op 15 juni 2016 werd de tolheffing na 15 jaar beëindigd.